# رابطة كرة القدم الأمريكية 1931
رابطة كرة القدم الأمريكية 1931 هو موسم من رابطة كرة القدم الأمريكية ‏. فاز فيه نيويورك جاينتس.